# 平均成本法
平均成本法（英語：Dollar Cost Averaging，DCA）又名「懶人理財術」或「定期定額投資法」，為投資學名詞，指在特定間隔期間（例如每月買入一次）、買入固定金額的某資產的投资策略。平均成本法的目的是为了规避因资产的波动性对投资人最终收益造成的负面影响。
平均成本法以規律機械式的方式，固定周期、固定金额地投入資金买入某一种资产（如股票、基金、外汇、货物等），而不是一次性将全部资金买入。这样，即便在买入资产后该资产出现下跌，因投资人没有将全部资金投入，故损失较一次性单笔买入者少，后期还可因低位买入进一步拉低平均成本。因而使用平均成本法策略的投资人除了可以不断累積投資資本外，也可將「擇時能力」從投資決策因子中排除，以分批投資方式進入市場，降低單一時間點投入的風險，讓投資者不必「等」或「猜」所謂適當時機，不需去挑選何時執行進入、何時退出市場的指令。

## 收益
假设投资人每隔一定时期，投入相同金额，则投资人用平均成本法获得的收益率是：
{\displaystyle r={\frac {p_{F}}{{\tilde {p}}_{P}}}-1}
其中，{\displaystyle p_{F}}是投资人最后卖出资产时，该资产的单位价值，{\displaystyle {\tilde {p}}_{P}} 则是投资人历次投入资金时，各时点该资产单位价值的调和平均数。当投资人每次投入之间的投资间隔与整个投资周期相比非常短时，{\displaystyle {\tilde {p}}_{P}}的值近似于在整个投资周期内该资产单位价值的调和平均数。

## 優點
平均成本法可以平抑购入资产的波动性，使投资人单位持有成本维持在该资产波动幅度内的中低水平，避免一次性买入时可能发生的“买在高点，跌在后面”的风险。定期買入定額的基金或證券，當价格較低時，客戶用同一金額可以購買較多基金單位或股數，而當下次價格較高時，客戶用同一定額的投資，則購入較少單位的證券。在長線投資上，該投資者的投資組合賬戶內，單位平均成本是較一般投資方法為低。且多次分開買進，可以分散單次買入點過高的風險。
平均成本法不需要投资人一次性投入一大笔资金，而是每隔一定期限投入一小笔资金，故而较适合用定期获得的资金（如薪水）理财的投资人。
平均成本法是部份基金公司及投資顧問大力推薦的投資方法，接受这一策略的客户会将每月收入的一部份會用作投资且不再需要基金公司及投資顧問提供的專業投資建議，因而可降低基金公司的成本。
平均成本法尤其在先跌後漲的市場中能得到比直接投入更好的報酬。

## 缺點
平均成本法不需要投资人“择时购买”的能力，但没有帮助投资人解决“何时卖出”的问题，投资人如果没有掌握一定的“止盈”技巧，长期的收益率将不会很理想。
平均成本法要求投资人必须进行长线投资并忍耐可能发生的浮亏，一旦投资人无法忍受浮亏或失去耐心因而停止投入或将资产卖出，将导致平均成本法失败，造成亏损。
長線而言，对于虽有波动但不断成长，或是波动很大而成长不明显的资产，平均成本法可以帮助投资人有效规避风险并获利；但若一项资产长期的趋势是不断下跌的，平均成本法的投资人仍然会亏损。例如電訊盈科收購了的香港電訊股票，雖然投資人所得的單位平均成本是較低，但是一隻差勁的證券，還定期買入，結果總投資只有虧本了。
此外，如果在一個先漲後跌的走勢中就會因投入成本較高而有比直接投入較差的報酬。

## 评价
研究投资策略的商业和学术专家对平均成本法有着不同的观点。苏茜·欧曼等理财师认为平均成本法减少了投资者在一次性投入中的风险，但是Timothy Middleton等人却认为平均成本法事实上就是一个营销噱头。有研究者按照既往真实市场的情况分析了平均成本法的成本和收益，很多结果都提示平均成本法并不能达到理想的收益率。
近段时间许多对平均成本法的研究将重点放在了行为经济学角度。Middleton认为，相比于一次性买入，平均成本法让投资者更愿意投入更多的资金。
定期定額投資法在台灣股市的研究顯示，平均投資三到五年的週期贖回獲利績效較好，贖回時機決定此投資法的獲利與否，在股市依估值在高檔時贖回績效較佳，在股市估值低時贖回績效會低於存放於銀行定存。超過五年以上的長期定期定額投資，獲利會受到手續費與管理費侵蝕。

## 改良
定期定額投資法其本意在於降低購入成本（不管是證券、共同基金），目的在改變單筆投資曝險比例過高的風險，但單純的定期定額只要投資時間一旦拉長，就會變成了單筆投資，因為稀釋成本的能力會因投入之成本逐漸加大而降低，此時賣出的時點就成了獲利與否的關鍵，而時點卻也是一般投資人最難以掌握的。
針對定時定額投資法的缺憾，坊間也開發了許多改良式的定時定額投資法，例如限時限額加碼停利投資法、定時變額投資法、複合投資法等等，每一種方法的邏輯都不盡相同，但共通點在於自動加碼、自動停利的設定。